# Túpac Hualpa
Túpac Hualpa, född 1510 i Cusco, Peru, död 1533 i Jauja, var Inkarikets regent mellan åren 1532 och 1533.
Túpac Hualpa utsågs av Francisco Pizarro som efterföljare till Atahualpa för att inte störa de spanska intressena i området. På hans mascapaicha, eller krona, lyste Kastiliens flagga. Han regerade en kort tid, augusti till oktober 1533, då han avled i Jauja.

## Härkomst
Det finns lite information om Túpac Hualpa (vars namn spanjorerna uttalade felaktigt som "Toparpa"). Han var född i Cusco och var ett av mer än 500 barn till Huayna Cápac, far till Huáscar och Atahualpa.

## Proklamation som Inka
Statsmakten i Inkariket var koncentrerad till inkans person. Efter avrättningen av inkan Atahualpa i juli 1533 uppstod upprorsstämning i landet. För att återfå kontroll över styret utnämnde Pizarro Túpac Hualpa till regerande inka. Pizarro själv, Apu Machu (Den gamle herren) satte själv mascapaichan på Túpac Hualpa i Cajamarca enligt en gammal ärevördig ritual. Denna ceremoni fick annars enbart utföras av översteprästen Villac Umu.
Hualpa accepterade att lyda under kungen av Spanien och blev den första inkan under spanska erövringstiden. Han befallde sina undersåtar att ägna sig åt utvinning av ädelmetaller, vilket uppfyllde önskningarna för Pizarro och hans män.

## Vägen över Anderna
Den 6 september begav sig 590 spanska conquistadorer iväg längs den kungliga vägen över bergen från Cajamarca mot Cusco. De åtföljdes av den nyutsedde inkan, den fängslade general Calcuchima samt lojala infödda. Under de första dagsetapperna mötte de inget motstånd från de infödda tills de kom fram till Jauja. Där väntade en fientlig styrka på andra sidan floden som snabbt besegrades av det spanska kavalleriet.

## Död
När de kom till Jauja dog Hualpa av en sjukdom som hade försvagat honom sedan Cajamarca. Det gick rykten om  att Chalcuchima hade förgiftat honom med giftiga örter.
Motståndet mot spanjorerna hade nu börjat under ledning av general Quizquiz. När spanjorerna hade tågat in i Jauja  var de omgivna av fientliga skaror, lagerhusen var tömda och stod i brand. Det misstänktes att Calcuchima samarbetade med Quizquiz. Spanjorerna behövde en syndabock och Pizarro förklarade Calcuchima skyldig till både oroligheterna och Hualpas död och dömde honom till döden.
Troligtvis dog Hualpa av naturliga orsaker, även om Chalcuchima kan ha haft motiv att döda honom.